# انتخابات ریاست‌جمهوری ایالات متحده آمریکا (۱۹۵۲)
انتخابات ریاست‌جمهوری آمریکا در سال ۱۹۵۲ (به انگلیسی: United States presidential election of 1952) چهل و دومین انتخابات چهار سالهٔ ریاست جمهوری ایالات متحده بود که در روز ۴ نوامبر ۱۹۵۲ برگزار شد. دوایت آیزنهاور، نامزد حزب جمهوری‌خواه، در این انتخابات در برابر آدلای استیونسون، نامزد حزب دموکرات برنده شد.